# 密尔宽德
密尔宽德（波斯語：‎，1433/34 – 1498）一译米尔洪德、迷儿宏达、迷儿晃的等，是帖木儿帝国忽辛·拜哈拉時代的一名波斯历史学家。在阿里希尔·纳沃伊的幫助下，密尔宽德寫了一本以普遍歷史為主題的書籍，這本書名叫《清净园》。